# Orchesia keili
Orchesia keili is een keversoort uit de familie zwamspartelkevers (Melandryidae). De wetenschappelijke naam van de soort werd in 1933 gepubliceerd door Jan Roubal.